# Ordem de São Luís

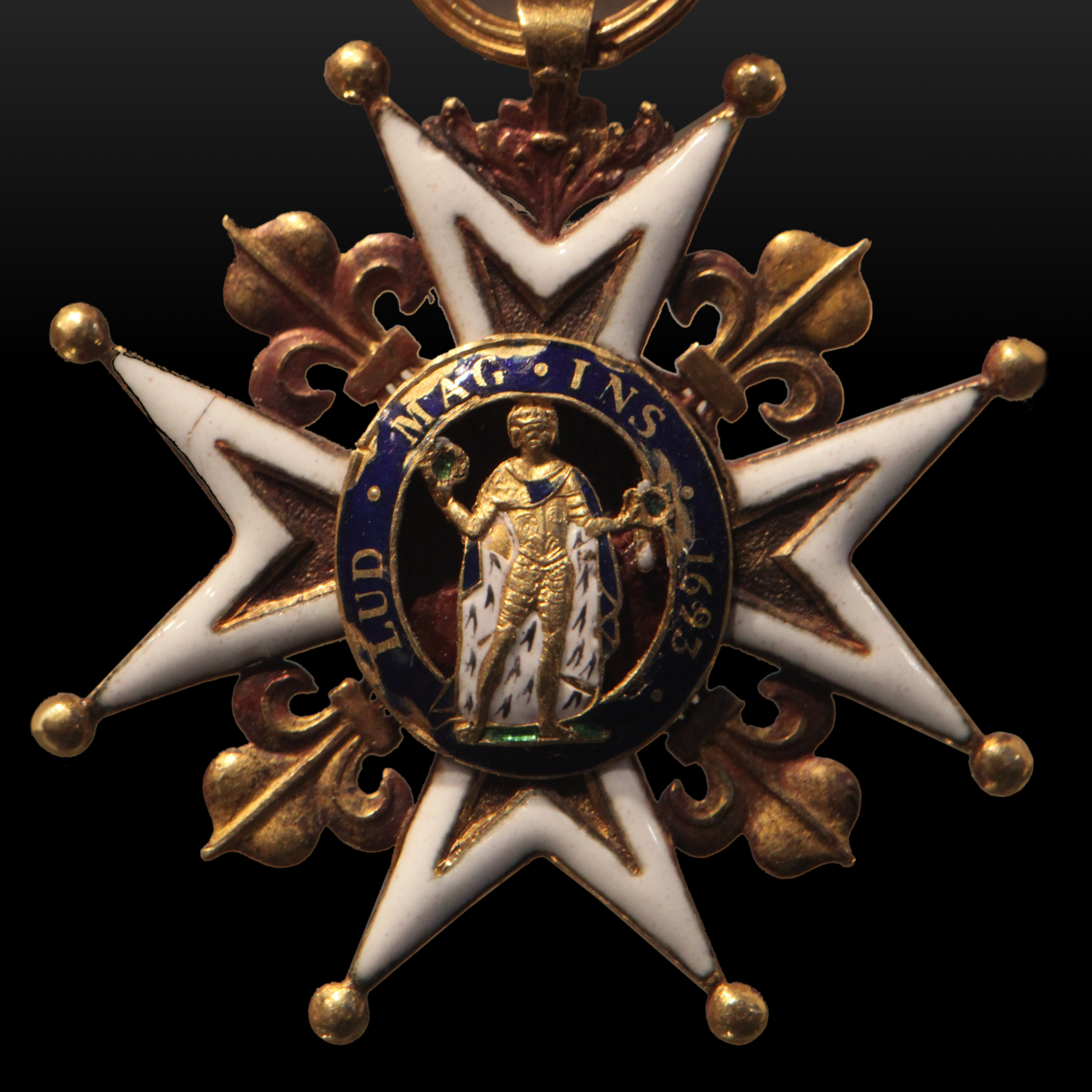
Ordem de São Luís

A Ordem Real e Militar de São Luís (em francês: Ordre royal et militaire de Saint-Louis) foi uma ordem militar de cavalaria, fundada em 5 de Abril de 1693 por Luís XIV. Foi criada com o objectivo de recompensar os oficiais que prestaram serviços excepcionais, e destaca-se como o primeiro título honorífico que podia ser concedido a não-nobres. Esta Ordem é a antecessora da Legião de Honra, com a qual compartilha a fita vermelha (embora a Legião de Honra seja concedida a militares e civis).
O rei era o grão-mestre da ordem, e o Delfim era automaticamente um membro. A Ordem tinha três classes:
- Grã-Cruz (Grand-Croix)
- Comendador (Commandeur)
- Cavaleiro (Chevalier)

A Ordem era constituída por 8 Grã-Cruzes, 28 Comendadores e um número variável de Cavaleiros. Os oficiais da Ordem incluiam, após o Grão-Mestre, um Tesoureiro), um escrivão e um meirinho (em francês:  huissier).
O emblema da ordem era consistia de um retrato de São Luís rodeado pelo lema "LUD(OVICUS) M(agnus) IN(STITUIT) 1693" ("Luís, o Grande, o instituiu em 1693"). O reverso possuía uma espada entrelaçada com uma coroa de louros e uma faixa branca com a inscrição "BELL(ICAE) Virtutis PRAEM(IUM)" ("recompensa pela bravura durante a guerra"). Os Cavaleiros usavam o emblema suspenso numa fita no peito, os Comendadores usavam umas divisas vermelhas sobre o ombro direito, e os titulares da Grã-Cruz usavam as divisas, e uma estrela no lado esquerdo do peito. A assembleia geral da Ordem era realizada anualmente a 25 de Agosto, o dia de São Luís, na residência do rei.
A principal condição para receber o título era ser católico praticante, e ter, pelo menos, 10 anos de serviço num posto de oficial no Exército ou na Marinha. Os membros da Ordem recebiam uma pensão. A transmissão do título era hereditária de pai para filho e netos, de um cavaleiro. Para os oficiais protestantes serviço do rei francês, foi criado uma nova classe da Ordem, a "Instituição de Mérito Militar".
Até à morte de Luís XIV, a medalha apenas era entregue a oficiais destacados mas, gradualmente passou a ser uma condecoração entregue à maioria dos oficiais durante a sua carreira. A 1 de Janeiro de 1791, durante a Revolução Francesa, um decreto mudou o nome para "Distinção Militar" (Décoration Militaire). Posteriormente, foi retirada a 15 de Outubro de 1792.
Um dos primeiros actos de Luís XVIII foi o de restabelecer a Ordem de São Luís, recompensando os oficiais do exército Real e Imperial. Em 1830, o novo rei Luís Filipe I de França aboliu a ordem definitivamente.

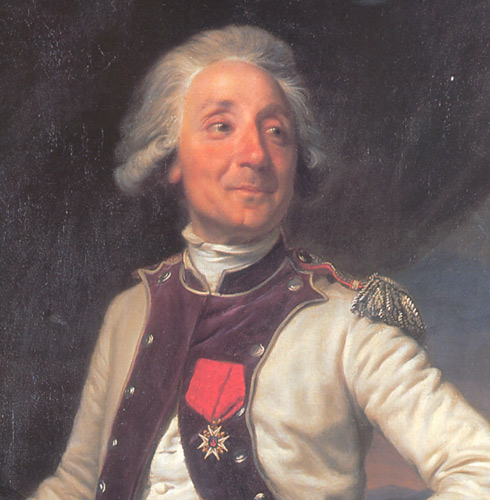
Jean-Baptiste Symon de Solémy usando a insígnia de Cavaleiro da Ordem de São Luís.
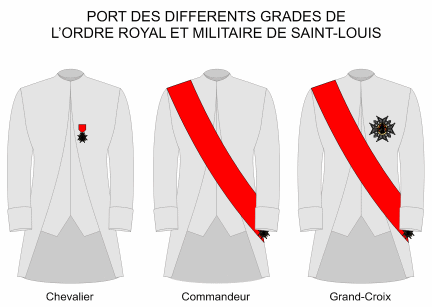
Condecorações das três classes (da esq. para a dta.: Cavaleiro, Comendador e Grã-Cruz).
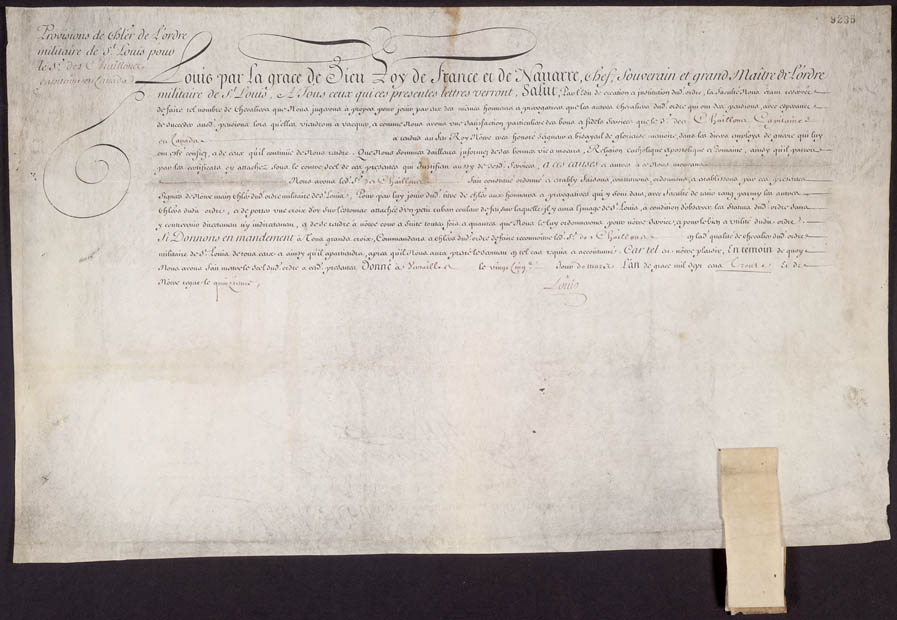
Carta dando o título de Cavaleiro a Sieur des Chaillons, 25 de Março de 1730.